# Gultro
Gultro (del mapudungún: Wawtro ‘vautro’) es una ciudad chilena, perteneciente a la comuna de Olivar, región de O'Higgins.
Está ubicada a unos 5 kilómetros al sur de Rancagua, y se proyecta como parte de la conurbación de dicha ciudad. Gultro se ha expandido en torno a la antigua Ruta CH-5, y se extiende desde el enlace El Olivar de la autopista del Maipo (que permite también acceder a la Ruta del Ácido), hasta la ribera sur del río Cachapoal, límite natural entre las comunas de Rancagua y Olivar.
Según el Diccionario Geográfico de la República de Chile (1899) de Francisco Astaburuaga Cienfuegos, su nombre podría provenir de gaulthu, palabra con que los indígenas denominaban a la Baccharis concava, arbusto común en la zona centro de Chile.
Gultro tuvo una estación de ferrocarriles homónima que formaba parte del Red Sur de la Empresa de los Ferrocarriles del Estado (EFE), actualmente en ruinas. 
En la actualidad cuenta con una escuela básica, un colegio premilitar, un consultorio de salud y varios clubes deportivos.